# Émile Hoffet
Pour les articles homonymes, voir Hoffet.
Émile Hoffet, né à Schiltigheim le 11 mai 1873 d'un père protestant et d'une mère catholique et mort à Paris le 3 mars 1946, est un paléographe et un prêtre de la Congrégation des missionnaires oblats de Marie-Immaculée, et est indirectement mêlé à l'affaire de Rennes-Le-Château.

## Biographie
Émile Hoffet fait ses humanités au juniorat lorrain de Sion (dont la célèbre Colline inspirée sera bientôt chantée par Barrès) avant d'être ordonné prêtre en juin 1897. Il est successivement nommé au Sacré-Cœur de Montmartre ainsi qu'à Notre-Dame de la Garde à Marseille (en 1901). Il reçoit ensuite son obédience pour le juniorat italien de la porte Tiburtine à Rome. Il est le directeur des Petites Annales (1904-1908) et donne des articles sur la théologie pontificale au journal L'Univers, qui, sous la direction de Louis Veuillot (mort en 1883), avait soutenu le projet d'une restauration monarchique en faveur du « comte de Chambord ». Émile Hoffet se signale par « son esprit romain, son amour pour le Pape et pour la sainte Église », ce qui ne s'accorde guère avec les affirmations de MM. Baigent, Leigh et Lincoln, vulgarisateurs des théories du Prieuré de Sion qui, dans L'Énigme sacrée, en font un « porte-étendard du Modernisme ».
Il collabore à la revue Regnabit (1921-1929), fondée par un autre oblat de Marie Immaculée, le R. P. Félix-Marie Anizan, qui lui aussi passa par le juniorat de Sion et s'était fait l'apôtre du Sacré-Cœur tout en ayant connu des difficultés avec les autorités de sa congrégation qui lui reprochaient d'établir une distinction entre le « Sacré-Cœur » et « la personne de Jésus-Christ ».
La vie d'Émile Hoffet, linguiste renommé correspondant avec des sommités du monde universitaire, semble comporter deux faces antinomiques car parallèlement à sa stricte orthodoxie catholique il s'intéressa de près aux milieux occultistes. Il fréquenta donc le jeune Pierre Plantard, lié au « Prieuré de Sion », et surtout Georges Monti, alias « comte Israêl Monti », alias « Marcus Vella », qui fut le secrétaire de Joséphin Peladan. 
Gérard de Sède, qui a pu acquérir en 1966 une partie des archives Hoffet, y a trouvé le dossier que l'ecclésiastique avait constitué sur Monti. C'est donc en partie par ces fréquentations que Hoffet fut indirectement lié à toute l'histoire entourant Bérenger Saunière.